# Луцій Аррунцій Фурій Скрибоніан
Лу́цій Арру́нцій Фу́рій Скрибоні́ан (лат. Lucius Arruntius Furius Scribonianus; 25 — 53) — політичний і державний діяч Римської імперії; квестор 49 року, префект міста Риму.

## Життєпис
Походив з патриціанського роду Фуріїв та нобілів Аррунціїв. Син Луція Аррунція Камілла Скрібоніана, консула 32 року. Нащадок Гнея Помпея Магна.
У 42 році батько Скрібоніана спробував влаштувати заколот проти імператора Клавдія, але зазнав поразки і був убитий. Мати Скрібоніана, Вініція, була заслана, але сам він не постраждав. У невідомі роки обіймав посаду префекта міста Рим під час Латинських свят і входив до колегії авгурів. У 49 році обіймав посаду квестора.
У 52 році Луція Скрібоніана було засуджено до вигнання за те, що запитував халдеїв про час смерті Клавдія. У 53 році помер за неясних обставин: або від хвороби, або внаслідок отруєння.